# Саксонская Восточная марка
Саксонская Восточная марка (нем. Sächsische Ostmark, нем. Marchia orientalis) — марка в составе Восточно-Франкского королевства, а позже — Священной Римской империи. Иногда в исторической литературе называется «Марка Геро» (Марка Герона).
Существовала также Восточная Баварская марка, ставшая ядром герцогства Австрия.

## История
Точный год основания марки неизвестен. Её ядром стала существовавшая в VIII — начале IX века Сорбская марка, которая в 908 году была присоединена к Саксонии герцогом Оттоном I. Сын Оттона Генрих I Птицелов посредством брака унаследовал владения в районе Мерзебурга. В 919 году Генрих I стал королём Восточно-Франкского королевства. Возможно, что в 920-е годы он передал эти владения своему воспитателю — графу Титмару.
После смерти Генриха I его сын король Оттон I Великий в 936 году назначил «легатом» Саксонии сына Титмара Зигфрида I. Саксонский «легат» осуществлял надзор и опеку за подчиненной областью с целью своевременного противодействия неповиновению и вторжению славян из Польши и Померании. Зигфрид погиб в 937 году, после чего «легатом» был назначен его брат, Геро I Железный.
Центром владений Геро был Мерзебург. Постепенно легация превратилась в марку, которая получила название Восточной Саксонской. Геро вместе с маркграфом Германом Биллунгом, который управлял так называемой Вендской маркой (располагалось к северу от Саксонской Восточной марки), был одной из главных опор императора Оттона I на востоке Германии. В ходе восточной экспансии или, как её впоследствии назвали, «натиска на Восток», Геро подчинил много славянских земель на восточной границе Саксонии, вплоть до Одера, значительно расширив владения, сдерживал нападения вендов, а в 962/963 году даже предпринял поход в Польшу. Геро основал в завоеванных землях епископства Хавельберг и Бранденбург, фактически являясь их правителем. 

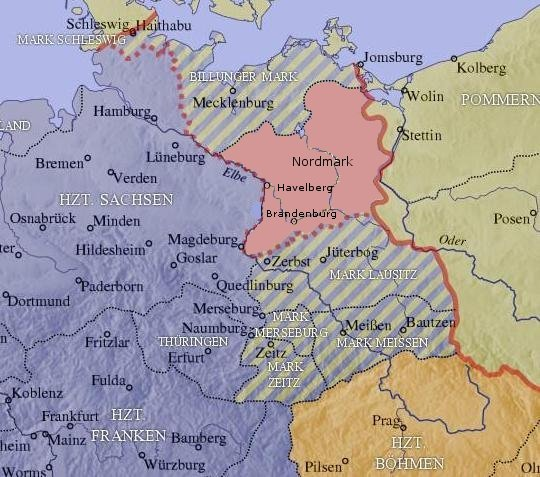
Разделение Восточной Саксонской марки в 965 году

Сопротивление славянских племен вылилось в 939 и 955 годах в массовые восстания. При столкновении с войском славян в 963 году в Нижних Лужицах саксонские феодалы понесли ощутимые потери, сам Геро был тяжело ранен и после этого отошел от политики.
Геро умер в 965 году. Значительно разросшаяся марка была разделена на несколько частей:
- Северная марка (нем. Nordmark), правителем которой стал Дитрих фон Хальденслебен;
- Мерзебургская марка, правителем которой стал Гунтер;
- Мейсенская марка (правитель — маркграф Вигберт);
- Цайцская марка (правитель — Виггер I);
- Лужицкая марка, которую также часто называют Восточной маркой (Саксонской) (правитель — Одо I).